# Albert II de Dabo-Moha
Albert II de Dabo-Moha, qui se fait aussi appeler Albert de Lichtenberg en 1197, décédé en 1212. Il est fils du comte  Hugues II de Metz (+ ca 1178-1180) et de Luitgarde de Sulzbach (+ après 1162), veuve du duc Godefroid II de Brabant (+ 1142), et fille de Bérenger II, comte palatin de Sulzbach (en Bavière), et de sa femme Adèle de Wolfratshausen.
Resté seul héritier, il réunit entre ses mains quatre comtés, de nombreuses seigneuries et l'avouerie de beaucoup d'abbayes: il est comte de Metz, de Dabo (en allemand Dagsburg), d'Eguisheim et de Moha de 1178 à 1212, ; il est également avoué d'Andlau, d'Altdorf, de Neuvillers, de Hesse et d'Herbitzheim. 
Il est également demi frère par sa mère du duc Godefroid III de Louvain, margrave de Brabant, oncle du duc Henri Ier de Brabant.
La famille de Dabo, seigneurs du lieu, de Moha et d'Eguisheim, est une puissante famille, qui compte parmi ses membres le pape Léon IX, et qui reçoit, en 1153, la charge de comte de Metz.

## Biographie

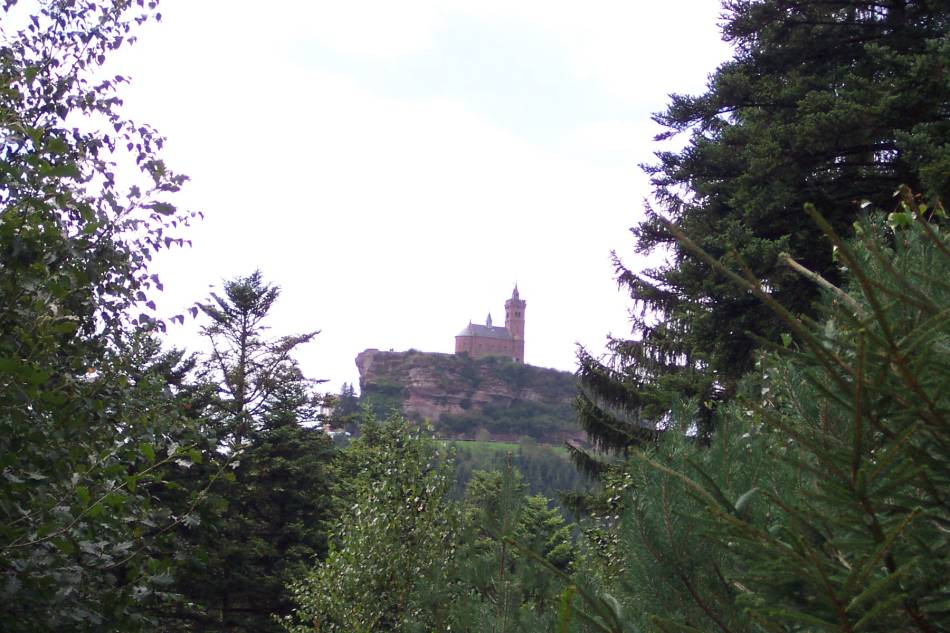
Le rocher de Dabo et son église.

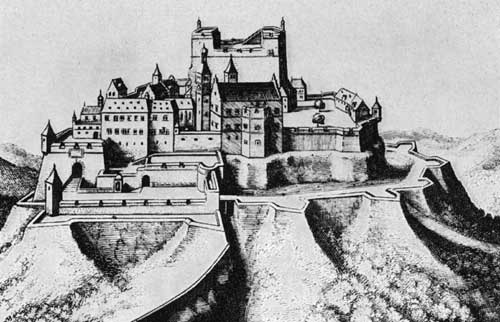
Vue sur le château de Lichtenberg, d'après une gravure de Mérian.

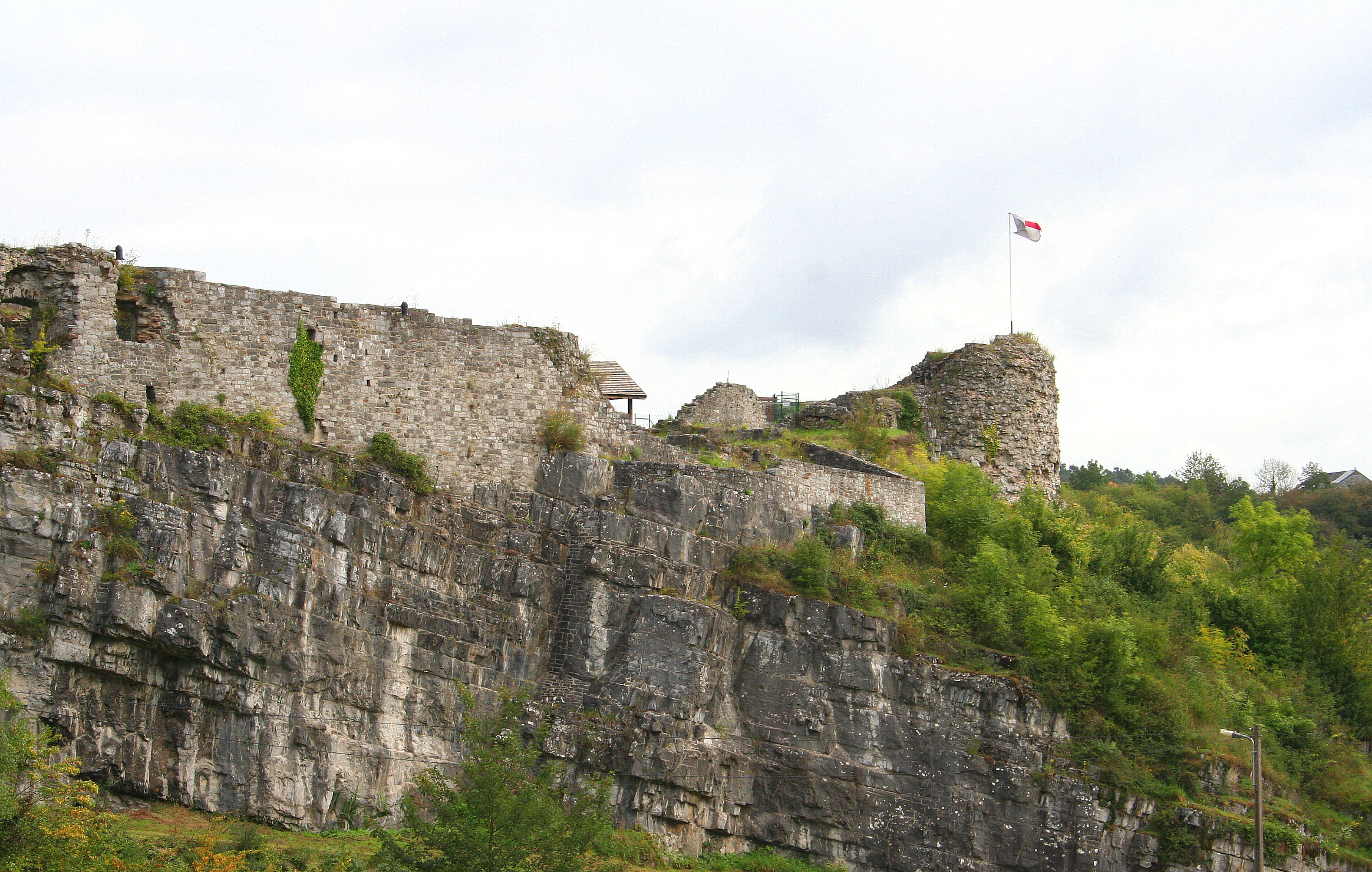
Les ruines du château de Moha (XIe siècle).

Compte tenu de sa puissance, Albert prend une part importante aux affaires de son temps. Mais la guerre et les tournois lui porteront gravement préjudice, notamment sur le plan financier.
En 1198, à la mort d'Henri VI du Saint-Empire, fils et successeur de Frédéric Barberousse, et encouragé par le pape Innocent III, il prend parti pour Otton IV de Brunswick contre Philippe Ier de Hohenstaufen, duc de Souabe. Mais ce dernier finit par l'emporter, et ne tarde pas à se venger en ravageant les terres d'Albert et de son parent Conrad II de Hunebourg, évêque de Strasbourg. Ces guerres obligent Albert à engager, vers 1200, ses droits d'avouerie à plusieurs bourgeois de Metz.
En 1202, ce sont ses deux jeunes fils Henri et Guillaume, surnommés les Faucons de Dagsburg, qui s'entretuent en jouant à des joutes de tournois.
En 1204, Albert de Dabo-Moha, ayant encore besoin d'argent, cède ses alleux de Moha (commune de Wanze) et Les Waleffes (commune de Faimes) à l’église de Liège, sous plusieurs conditions : il conservera l’usufruit de sa terre ; l’évêque lui versera la somme de 50 000 marcs, et ses héritiers éventuels recevront cette terre en fief. Ce contrat empoisonnera tout le règne du prince-évêque Hugues de Pierrepont.
Le neveu d'Albert de Moha Henri Ier de Brabant, se sent offensé de ce contrat qui contredit l'accord passé en 1197 avec son oncle, dans lequel Moha était partagé entre Louis II, comte de Looz et lui-même. 
Or, à la mort d’Albert de Moha, en 1212, Hugues de Pierrepont ne renonce pas à ce contrat.
La guerre est alors déclarée, marquée par le sac de Liège le 3 mai 1212, et la bataille de Steps le 13 octobre 1213.
D'autre part, le prélat doit également faire face aux demandes de Thiébaut II de Lorraine, et du comte de Champagne Thibaut IV, époux successifs de Gertrude, fille d'Albert, et seule héritière des comtés de Metz, de Dabo, d'Eguisheim et de Moha, après la mort en 1202 de ses deux frères qui se sont entre-tués dans un tournoi.
Toutefois, dès 1225, à la mort sans postérité de Gertrude, les terres  de Moha et des Waleffes sont désormais tenues en alleu par la principauté de Liège, sans que son prince-évêque ait payé la somme de 50 000 marcs stipulée dans le contrat, et qui auront coûté beaucoup de morts. Eguisheim et les biens à l'est des Vosges vont à l'évêque de Strasbourg ; Dabo à la famille de son troisième mari, les Sarrebruck-Linange ; le comté de Metz à l'évêque de Metz.

## Filiation
De son mariage avec Gertrude de Bade (Zähringen), fille d'Hermann IV, margrave de Bade (mort en 1190 à Antiochia), et de sa femme Udalhildis, ils ont deux fils morts jeunes, et une fille héritière :
- Henri ;
- Guillaume, adolescents se seraient entre-tués en voulant jouer, à la suite d'un tournoi à Andenne[5], en 1202[6] ;
- Gertrude de Dabo, née entre 1190 et 1200 et décédée avant le 19 mars 1225, mariée trois fois sans descendance :

1. en 1215 (fiancailles 1206), au duc (depuis 1213) Thiébaut Ier de Lorraine (Oberlothringen) (+ 1220), fils de Ferry II duc de Lorraine et d'Agnès de Bar,
2. en 1220, à Thibaut IV de Champagne, comte de Champagne de 1201 à 1253, et roi Teobaldo I de Navarre de 1234 à 1253 elle est répudiée en 1222,
3. en 1223 à Simon III de  Linange, fils du comte Friedrich II depuis 1214 comte de Linange (maison Sarrebruck), qui héritera du titre de comte de Dabo qu'en 1234, disparu en 1234/36, suivi par son frère Friedrich III comte de Linange (+ 1287), qui finalement en 1241 est enfieffé par le prince-évêque de Strasbourg des anciens alleux  de Dabo, le progéniteur de la maison Linange-Dabo (en allemand : Leiningen-Dagbsburg).

## Sources
- La fonction épiscopale à Liège aux XIIIe et XIVe siècles, étude de politologie historique, par Alain Marchandisse, Bibliothèque de la Faculté et Lettres de l’Université de Liège, Librairie Droz S.A. à Genève, 1998, p.226 et 227.
- Le XIIIe siècle: d'un siècle de troubles naît le Pays de Liège, La bataille triomphale en la Warde de Steppes.
- http://fmg.ac: Alsace, chapter 5: Grafen von Egisheim and Dagsburg, 5.B: Moha.
- http://fmg.ac: Baden, chapter 2: Markgrafen von Baden (1089) - 1476.